# Жертовник (сузір'я)

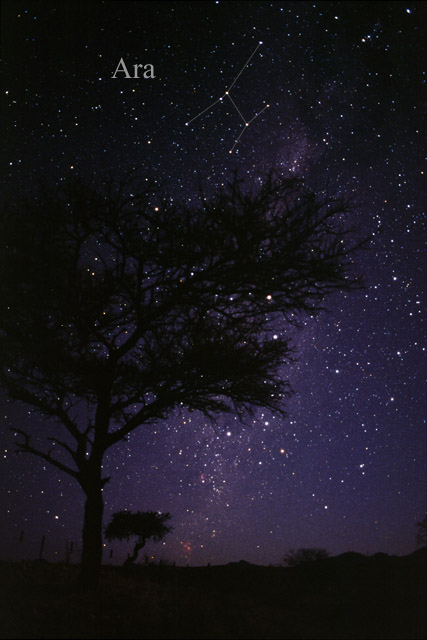
Жертовник неозброєним оком.

Же́рто́вник або Жертівник (лат. Ara) — сузір'я в південній півкулі неба між сузір'ям Скорпіона й Південним трикутником. Сузір'я було відомо стародавнім грекам і перелічене серед 48 сузір'їв каталогу Птолемея «Альмагест» під назвою Курильниця.

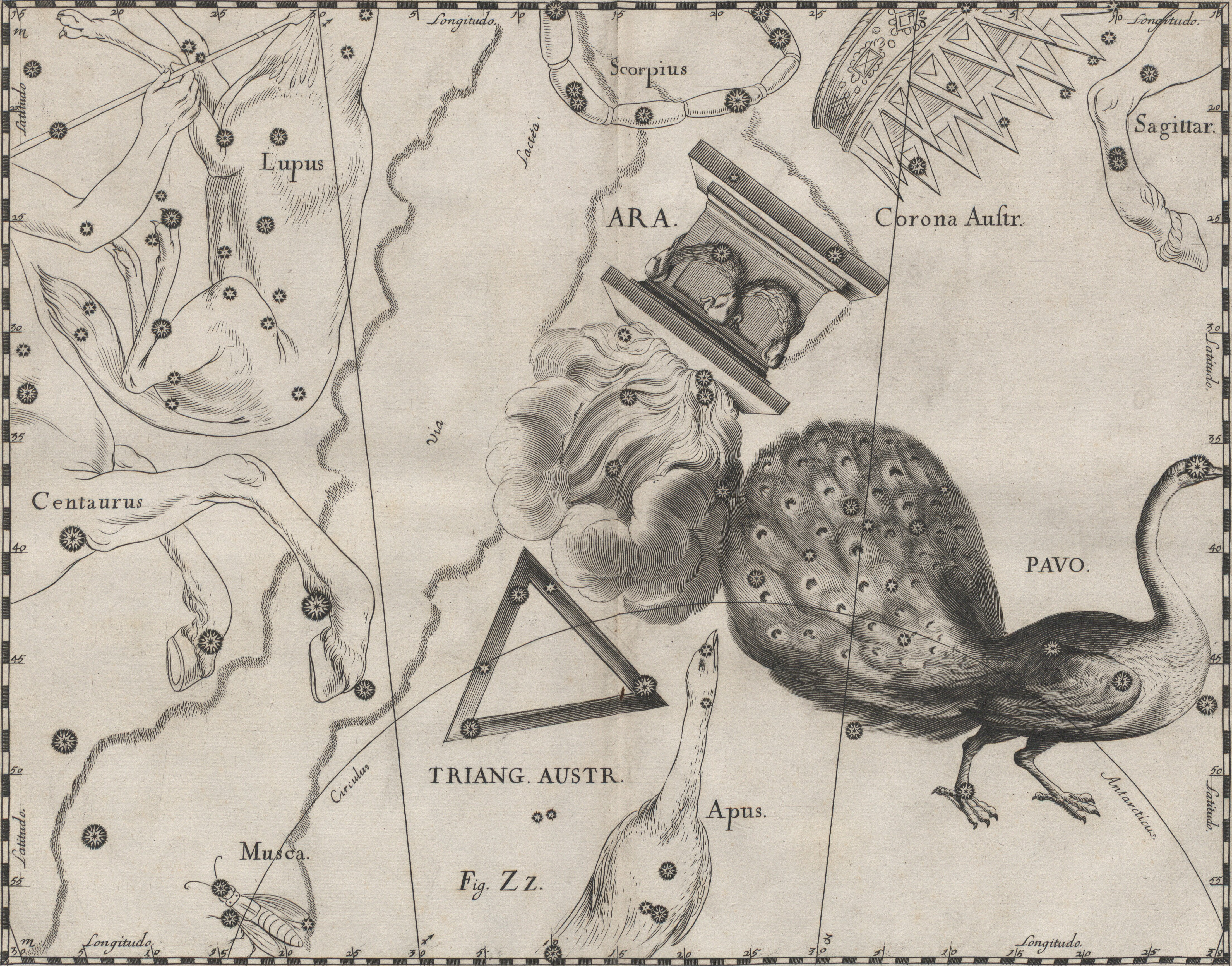
Сузір'я Жертовника, Павича і Південного Трикутника у каталозі Яна Гевелія

Давні греки асоціювали це сузір'я з жертовним каменем, на якому Зевс, Посейдон і Аїд здійснили жертвопринесення перед тим, як Зевс почав десятирічну війну зі своїм батьком Кроносом. Із території України не спостерігається.

## Зорі та об'єкти дальнього космосу
Зоря Мю Жертовника має планетну систему, що складається щонайменше з трьох екзопланет, відкритих протягом 2000—2004 років, принаймні одна з яких, Мю Жертовника c, є гарячим нептуном.
У північно-західному куті сузір'я Жертовника, на місці перетину з Чумацьким Шляхом міститься кілька розсіяних скупчень. Найпомітніше з них — NGC 6200.
Кулясте скупчення NGC 6397 — одне з двох найближчих до Землі кулястих скупчень.